# NGC 106
NGC 106 je galaksija u zviježđu Ribe.

## Vanjske poveznice
- SEDS: NGC 0106